# 同形鳞毛蕨
同形鳞毛蕨（学名：Dryopteris uniformis），为鳞毛蕨科鳞毛蕨属下的一个植物种。